# Benedekfalva község
Benedekfalva község (románul: Comuna Benesat) község Szilágy megyében, Romániában. Központja Benedekfalva, beosztott falvai Bősháza, Szamosszéplak.

## Népessége
A 2011-es népszámlálás adatai alapján a község népessége 1536 fő volt.